# بطولة الغردقة الدولية
بطولة الغردقة الدولية هي بطولة دولية في لعبة الاسكواش كانت تعقد في مدينة الغردقة المصرية بشكل سنوي حتى عام 2012، بلغ مقدار جائزتها 77 ألف دولار أمريكي، آخر اللاعبين حصولاً على لقب البطولة كان اللاعب المصري رامي عاشور في فئة الرجال، بينما حصلت اللاعبة المصرية رنيم الوليلي عليها في فئة النساء عام 2011.